# NEET
NEET hoặc neet (viết tắt của "not in education, employment, or training", dịch nghĩa: không học vấn, không việc làm, không đào tạo) là thuật ngữ chỉ một người vừa thất nghiệp vừa không đi học hoặc được dạy nghề. Việc phân loại một người là NEET lần đầu tiên được sử dụng ở Vương quốc Anh, nhưng việc sử dụng nó đã lan sang các quốc gia và khu vực khác, bao gồm Nhật Bản, Hàn Quốc, Đài Loan, Canada và Hoa Kỳ.
Tại Vương quốc Anh, việc phân loại bao gồm những người từ 16 đến 24 tuổi (một số học sinh từ 16 đến 17 tuổi vẫn còn trong độ tuổi bắt buộc đi học); nhóm phụ của NEETs ở độ tuổi 16-18 thường đặc biệt chiếm đa số. Tại Nhật Bản, phân loại bao gồm những người trong độ tuổi từ 15 đến 34 không có việc làm, không làm việc nhà, không đăng ký vào trường hoặc đào tạo liên quan đến công việc và không tìm kiếm việc làm.
Báo cáo năm 2008 của Tổ chức Hợp tác và Phát triển Kinh tế (OECD) cho biết tỷ lệ thất nghiệp và tỷ lệ NEET của những người ở độ tuổi 16-24 trong phần lớn các nước OECD đã giảm trong thập kỷ qua, do sự tham gia vào giáo dục tăng lên.
NEET phải được phân biệt với tỷ lệ NLFE mới được sử dụng trong báo cáo năm 2013 về Xu hướng việc làm toàn cầu cho thanh niên của Tổ chức Lao động Quốc tế. NLFE là viết tắt của "không trong lực lượng lao động cũng như trong giáo dục hoặc đào tạo". Nó tương tự như NEET nhưng nó loại trừ thanh niên thất nghiệp (là một phần của lực lượng lao động).